# Manuel de Godoy
Manuel de Godoy y Alvarez de Faria Rios Sanchez Zarzosa (Badajoz, 12 de maio de 1767 – Paris, 4 de outubro de 1851) foi um político, diplomata e militar espanhol.
Duque de Alcudia e de Sueca, recebeu o título de Príncipe da Paz. Um dos favoritos de Carlos IV de Espanha e de sua esposa, a rainha Maria Luísa de Parma, foi ainda Príncipe de Bassano e, em Portugal, Conde de Évora-Monte.

## Biografia

### Ascensão
Filho de um coronel do Exército espanhol, de família pobre mas antiga da Estremadura espanhola, em 1784, aos 17 anos de idade, foi para Madrid e ingressou nas Guardas do Corpo do Rei. Ali teve a oportunidade de travar amizade com o então príncipe das Astúrias, que se tornaria rei como Carlos IV de Espanha em 1788. Dizem que, apresentado em 1785 aos príncipes das Astúrias, ganhou a amizade de ambos, vindo a tornar-se amante da princesa Maria Luísa de Parma. Quando subiram ao trono em 1788, a sua carreira (era então Cadete) progrediu rapidamente:
- em 1789 já era coronel de Cavalaria;
- em Fevereiro de 1791 foi promovido a marechal-de-campo, sendo comendador da Ordem de Santiago;
- em Março de 1791 tornou-se gentil-homem da Câmara;
- em Julho de 1791 foi promovido a tenente-general, recebendo o título de duque de Alcudia; e
- em 15 de novembro de 1792, aos 25 anos de idade, foi nomeado Primeiro-Ministro em substituição ao conde de Aranda.

### Primeiro-Ministro
Como primeiro-ministro, diante da guerra aberta entre a Espanha e a França a partir de 1793, negociou o acordo de paz firmado em Basileia, na Suíça, em Julho de 1795.
No contexto da Revolução Francesa manteve, de início, uma política de neutralidade em relação aos acontecimentos, tentando proteger a vida de Luís XVI de França. Quando aquele soberano foi executado, a reação de Carlos IV de Espanha ao fato provocou a declaração de guerra à Espanha pela Convenção Francesa de março de 1793.
A guerra começou bem para a Espanha, com a invasão dos Pirenéus Orientais em abril de 1793. Ao final de 1794, entretanto, a França invadiu a Catalunha, conquistando a Fortaleza de Figueras em 25 de novembro, Rosas em fevereiro de 1795, e as províncias bascas em Julho, tomando Bilbau e Vitoria-Gasteiz.
Diante de tantos revezes, Godoy assinou a Paz de Basileia em agosto de 1795, cedendo a ilha de São Domingos no Caribe, em troca das conquistas francesas na Espanha. Esse tratado valeu-lhe o título de Príncipe da Paz.
A 18 de agosto de 1796 pelo Tratado de Santo Ildefonso, Godoy aliou-se à França e declarou a guerra à Grã-Bretanha. A frota espanhola foi destruída na batalha do cabo de São Vicente (fevereiro de 1797), para o que contribuiu decisivamente o aviso, dado por uma fragata portuguesa, ao almirante Jervis da Marinha Real Britânica, da posição dos espanhóis. Jervis seria, por esse feito, recompensado pelo seu governo com o título de Lord St. Vincent.
Em 2 de outubro de 1797, não se tendo verificado a esperada invasão franco-espanhola de Portugal, o Príncipe-regente D. João concedeu-lhe o título de conde de Évora-Monte.
Em março de 1798, foi obrigado a demitir-se de todos os cargos, talvez por sua política em relação a Portugal, mas não perdeu a sua influência junto ao Rei.

### Guerra das Laranjas
Godoy regressou ao governo em março de 1801, apoiado pelo novo primeiro-cônsul francês Napoleão Bonaparte, com quem assinou o Segundo Tratado de Santo Ildefonso, a 1 de outubro, pelo qual a Espanha obrigava-se a utilizar a sua frota para desbloquear a ilha de Malta e repatriar o Exército francês do Egito.
Entretanto, foi nomeado comandante-chefe do Exército que atacou Portugal em Maio, após a declaração de guerra de 27 de fevereiro de 1800. O ataque foi um sucesso, com fácil conquista de fortalezas na fronteira do Alentejo. O exército espanhol, tendo-se dirigindo-se posteriormente para a linha do Tejo, por Portalegre (que ocupou), mas sem conseguir conquistar Elvas e com dificuldades na conquista da Praça-forte de Campo Maior, não podia continuar a invasão sem a ajuda do Exército francês, estacionado diante da fronteira da Beira, em Ciudad Rodrigo. Tal situação levou Godoy, que não desejava um exército francês estacionado na Espanha muito tempo, a assinar rapidamente a paz, por meio do Tratado de Badajoz. Na ocasião conseguiu ficar com a Praça-forte de Olivença, mas não realizou o que tinha contratado com a França bonapartista — a ocupação das três províncias do Norte de Portugal (Minho, Trás-os-Montes e Beira) para poder negociar com a Grã-Bretanha a devolução da ilha Minorca (capital: Mahon), uma das ilhas Baleares e a ilha de Trinidad, nas Antilhas, ambas espanholas, além da de Malta, no Mediterrâneo.
Desde março de 1801 fora nomeado Generalíssimo e comandante-em-chefe das tropas que invadiriam Portugal pela região do Alentejo, dando lugar ao episódio conhecido como Guerra das Laranjas (por supostamente ter remetido, em gesto galante, um ramo de laranjeira ainda fresco até à sua soberana, a rainha Maria Luísa), e que, em 20 de maio, conquistaria a Praça-forte de Olivença, iniciando a Questão de Olivença, com desdobramentos diplomáticos até hoje. A vitória de Godoy teve duras consequências, pois a pequena vila alentejana não compensou a perda da ilha da Trindade, que foi obrigada a aceitar por Bonaparte quando este assinou o Tratado de Amiens com a Grã-Bretanha, em março de 1802. Godoy foi responsabilizado pelo desenlace, tendo-se começado a criar em torno do herdeiro, o futuro Fernando VII, um partido que se opunha a ele. A ilha da Trindade juntava-se à perda, em 1795, da parte espanhola da ilha de São Domingos (hoje República Dominicana), cedida à França, e à entrega, a este mesmo país em 21 de março de 1802, da Luisiana americana, além dos barcos de guerra que teve que entregar, pelas mais variadas razões — tratados e transferências de territórios insignificantes para a família italiana. As perdas espanholas durante as guerras da revolução, de 1793 a 1802, tinham sido enormes.
Em consequência do desgaste por tais fatos (os soberanos de ambos os países eram parentes e o conflito entre as duas Coroas não era, efetivamente, desejado), formou-se uma corrente política contrária à atuação de Godoy. Com o reacender da guerra entre a França e Grã-Bretanha, em 1803, a Espanha, que se tentou manter neutra, foi empurrada para a guerra pelas duas potências em dezembro de 1804. Mais uma vez, a guerra não correu bem, e em outubro de 1805 a enfraquecida frota foi destruída na batalha naval ao largo do cabo Trafalgar, perto de Cádis. A Espanha perdeu completamente o controlo das suas colônias americanas, de facto independentes. A sobrevivência política de Godoy estava, cada vez mais, dependente da vontade de Napoleão. Tentará manter a Espanha fora dos conflitos da França, mantendo conversações secretas com as cortes britânica e russa, e a divulgar a estranha proclamação de outubro de 1806, de apoio à Prússia, em guerra com a França, em que fala sobretudo das qualidades do cavalo andaluz! Napoleão resolveu rapidamente o problema com a Prússia, e bastante mais dificilmente com a Rússia. Após a assinatura dos Tratados de paz em Tilsit, tendo decidido obrigar Portugal a fechar os portos ao comércio britânico, obrigou a Espanha a participar na invasão de Portugal, sendo Godoy aliciado com o futuro Principado dos Algarves, a criar com a províncias do Alentejo e do Algarve.
Carlos IV, pai de Carlota Joaquina, foi aliciado com a criação do reino da Lusitânia-Setentrional, a formar com a província do Minho, e tendo por capital o Porto, para a rainha viúva da Etrúria, sua filha a infanta espanhola Maria Luísa. A política internacional da Espanha, centrada na Itália, era uma balbúrdia. Luís Pinto de Sousa, o ministro dos negócios estrangeiros da época, lhe chamou — um «turbilhão». Para que o Duque de Parma D. Fernando, irmão da rainha de Espanha Maria Luísa de Parma, não perdesse a sua coroa, Carlos IV e Godoy conseguiram que a França lhe desse o grão-ducado da Toscana, território retirado em 1797 por Napoleão a um príncipe Habsburgo, irmão de Maria Carolina de Nápoles (a esposa de Fernando IV, rei de Nápoles, irmão de Carlos IV).
Para que, no meio destas confusas relações familiares, todas as transferências se realizassem, a Espanha deu a Napoleão a Luisiana. Fernando, o último Duque de Parma da dinastia Bourbon, morreu agosto de 1801 sem ter tomado posse da Toscana; seu filho abdicou do ducado de Parma e tomou posse do Reino da Etrúria, em que tinha sido transformado entretanto o Grão-Ducado da Toscana. Luís, casado com a sua prima a infanta Maria Luísa, filha de Carlos IV, morreu em 27 de maio de 1803, deixando como sucessor um filho de dois anos, Carlos, desapossado da Etrúria em 10 de dezembro de 1807. Para que a filha não deixasse de ser rainha, Carlos IV lhe conseguiu o reino da Lusitânia-Setentrional, com territórios retirado à sua primogênita Carlota Joaquina, casada com o futuro rei de Portugal, D. João VI. A política de Espanha não agradava a ninguém. Dava territórios, navios, soldados a Napoleão e em troca não conseguia ficar com nada.
Em maio de 1808 só os Bourbons de Nápoles (Duas Sicílias) se mantinham como casa reinante, governando a Sicília, pelo apoio da Grã-Bretanha. Em novembro de 1807, de acordo com o Tratado de Fontainebleau, de 27 de outubro, que regulou a conquista e a divisão de Portugal, assim como as obrigações mútuas da França e da Espanha, três divisões espanholas apoiaram o exército de Junot na invasão de Portugal. Uma, vinda da Galiza, ocupou o Minho e o Porto; a segunda entrou em Portugal pela Beira Baixa e dirigiu-se, atrás do exército francês, para Lisboa; a terceira, comandada pelo general Solana, Marquês do Socorro, amigo de Godoy, invadiu o Alentejo, ocupou Elvas e Évora, dirigiu-se para Setúbal.
A vida na corte espanhola estava longe de estar segura. Fernando enviuvara em maio de 1806, era preciso arranjar-lhe uma nova mulher. Godoy desejava uma noiva no interior da família real espanhola; Fernando e o seu preceptor preferiam uma princesa Bonaparte, talvez uma filha de Luciano, embaixador em Madrid na época do Consulado — Fernando queria substituir Godoy como o aliado preferido de Napoleão na corte. Os primeiros contactos do preceptor de Fernando com o embaixador francês deram-se em junho de 1807. Mas Godoy, em finais de outubro de 1807, no meio da confusão provocada pela entrada do exército francês de Junot em Espanha, e dos preparativos de entrada em campanha do exército espanhol, conseguiu novamente o apoio de Carlos IV, demonstrando-lhe um plano para o derrubar e obrigar a abdicar. O rei mandou prender o filho nos seus aposentos, e deu estas notícias e informou das suas decisões à corte reunida no Escorial. A resolução da Conspiração do Escorial fez com que o rei perdesse o pouco de credibilidade que lhe restava, e acabou por reforçar o partido fernandino. De facto, em Março de 1808, por motivo de um motim popular contra Godoy, organizado em Aranjuez pelos amigos de Fernando, este conseguiu que o pai demitisse o favorito em 18 de Março, e mais tarde, conseguiu a abdicação do próprio rei.

### Motim de Aranjuez, exílio
Mas Napoleão tinha que aprovar este golpe de estado já que, desde a entrada de Junot em Espanha em outubro de 1807, não deixava de fazer entrar tropas na Península. As tropas de Murat entraram em Madrid em 23 de março. Napoleão decidiu substituir a dinastia Bourbon por sua família, colocando em 6 de junho de 1808 no trono o irmão mais velho José Bonaparte, já rei de Nápoles desde março de 1806. Convocou a família real espanhola e algumas personalidades importantes, em que se incluía Godoy, à cidade de Baiona, na fronteira, e após algumas entrevistas entre o imperador e a família real conseguiu a abdicação de Fernando, confirmando a de Carlos IV.
A família real foi enviada para um exílio degradante. Depois de Valençay (palácio do antigo ministro de Napoleão, Talleyrand), com a abdicação de Napoleão em 1814, foram para Roma, com Godoy, tendo vivido no Palácio Barberini com Carlos VI até à sua morte em 1819. Godoy foi depois viver em Paris, sobrevivendo obscuramente com uma pequena pensão do governo francês. Fernando VII fora libertado em 1814, ocupando o trono vago pela abdicação do pai e o abandono de Bonaparte. Em 1849 Isabel II, filha de Fernando VII, restituiu-lhe os títulos e algumas propriedades, confortando-lhe assim os últimos anos vida.

### Casamento e posteridade
Casou-se em Madrid em 2 de outubro de 1797 com Maria Teresa de Borbón y Villabriga, Vallabriga ou Vallariga (nascida em Velada em 6 de março de 1779 e morta em 24 de novembro de 1828 em Paris); condessa de Chinchón em 1803, Duquesa de Sueca em 7 de março de 1804. Era filha do Infante Don Luis Antonio Jaime (1727-1785) arcebispo de Toledo, primaz da Espanha em 1735, Cardeal de Borbón em 1735, que renunciou aos títulos eclesiásticos em 1754, por não ser sacerdote, tornando-se conde de Chinchón. Casou-se o infante (morganaticamente mas de modo reconhecido) em 1776 com Maria Teresa de Villabriga y de Rozas (1758-1820). Tiveram três filhos, sendo um deles, Luís Maria, Conde de Chinchón, Marquês de San Martin de la Vega, Arcebispo de Sevilha, Arcebispo de Toledo e Primaz de Espanha, Cardeal em 1800. A terceira foi esta Maria Teresa, esposa de Godoy. Divorciaram-se em 1808. Teresa aceitara o casamento com repugnância, os reis os instalaram no próprio palácio, nasceu sua filha Carlota.
Godoy pode ter casado uma segunda vez, não se sabe quando, com sua amante desde 1796, a gaditana Pepita Tudó (1779-1869), feita condessa de Castillofiel.
Teve como filha Carlota de Godoy y de Borbón (nascida em Madrid em 1800 e morta em 1886 em Paris), Duquesa de Sueca. Viveu em Roma no palácio Barberini, durante o exílio dos pais e dos Reis. Uma gravidez do conhecido crápula Infante Francisco de Paula (que seria aliás filho de Godoy, a crer alguns cronistas que estudaram a descendência de Maria Luísa de Parma) provocou seu casamento em Madrid em 1821 com Camilo Ruspoli (Roma, 1788 - Florença, 1864). Tiveram descendência.